# Ministerijalci
Ministerijalci (od lat. ministerialis što bi označavalo one koji nekoga poslužuju, ili djeluju prema nečijem nalogu) ili ministarijalni plemići su bili ljudi podignuti u Svetom Rimskom Carstvu njemačke narodnosti iz nižih staleža na važnije (u nekim slučajevima, najvažnije) službe. Ministerijalac (njem. Dienstmann) je morao pitati svojega patrona za dozvolu da se oženi (ili stupi u samostan), a dijelove imanja nije mogao davati kćerima u miraz ili prodavati. Život im je često bio ustrojen prema pravilima, nalik onima koja su vrijedila za svećenstvo.
Prvi spomen ministerijalaca kao posebnog socijalnog sloja nalazimo kod cara Konrada II (990-1039), koji ih tretira kao osobne kmetove, koji međutim obnašaju visoke vojne i administrativne službe i imaju visok socijalni status. Po takvom obrascu postupali su potom i knezovi i drugi visoki plemići, te je nakon stoljeća većina nižeg plemstva u Svetom Rimskom Carstvu dolazila iz redova ministerijalaca.
Neki su ministerijalci bili casati, "okućeni", te su upravljali nekim feudalnim dobrom i primali dio njegovog prihoda. Drugi su bili non-casati, te su primali naknadu bilo u fiksno dodijeljenom novčanom iznosu, bilo udjelom od nekog nezemljišnog poreza, poput mostarine ili lučkih carina.
Od 12. stoljeća počinje se govoriti o velikim ministarijalcima (ministeriales maiores), koji su imali vlastite vazale, i manjim ministerijalcima (ministeriales minores), koji su bili slični nižem plemstvu.
Ispočetka su ministerijalci imali položaj neslobodnih ljudi, i manji ugled od plemstva. Do kraja 12. stoljeća - s obzirom na to da su obnašali slične socijalne funkcije i imali slični imovinski status kao plemići, postala je podjela između ministerijalaca i pravog plemstva manje važna, a neki plemići su i samo prihvaćali položaj ministerijalaca, kako bi dobili snažniju zaštitu feudalnog patrona. S obzirom na to da je bilo pravilo da dijete iz braka dvoje roditelja različitoga statusa naslijedi status onog roditelja s nižim rangom, djeca iz brakova osoba iz ministerijalnog i plemićkog statusa su bili - ministerijalci. Međutim je s vremenom razlika u statusu bilo sve manje, osobito imajući u vidu da je ministerijalaca bilo i među najmoćnijim grofovima. 
Mnoge obitelji ministerijalaca koji su obnašali manje važne službe postale su s vremenom, pak, bogatijim seljacima ili građanima.
Na području srednjovjekovne Ugarske i Hrvatske, status sličan ministerijalcima su imali predijalci i jobagioni.